# WANIMAのラジオ
『WANIMAのラジオ』（ワニマのラジオ）は、2020年10月4日からJFNC制作により、一部JFN系列で放送されているラジオ番組。パーソナリティはWANIMA。

## 概要
熊本県出身のロックバンドWANIMAのレギュラー番組。長らくニッポン放送制作の深夜放送『WANIMAのオールナイトニッポン0(ZERO)→『WANIMAのオールナイトニッポン0(ZERO) 〜1 CHANCE NIGHT FEVER〜』→『WANIMAのオールナイトニッポン にちようび』で4年間全国ネットの冠番組を務めていたが、FMでの全国ネット冠番組は初である。
放送開始から2年間はWANIMAのメンバー出身地であるエフエム熊本を含めて日曜22時の一律同時ネットのみであったが、2022年4月からは時差放送が解禁されている。
番組では、曲は一切、流さず。トークのみで構成されている。
近年は、コーナーは実施せず。フリートークとTwitterで募集したテーマについて、WANIMAメンバーでのエピソードにまつわるトークを話している。

### 番組コーナー
- WANIMAのイメージ調査
- WANIMA目撃しました!
- 100点の○○コーナーほか

### CMフィラー
- 【1】楽曲名：Asian Dub Foundation  /  歌手名：S.O.C.A.
- 【2】楽曲名：Poem Dance  (Instrumental) /  歌手名：Fishbone
- 【3】楽曲名：Thanks  (Instrumental)  /  歌手名：Wombstretcha The Magnificent(ラッパー[1])
- 【4】楽曲名：Good Feelingn (Instrumental)  /  歌手名：311

## ネット局
2024年2月現在。全局『radiko』（プレミアム含む）で聴取可能。
| 放送対象地域   | 放送局名                         | 放送時間               | 放送期間        | 備考               |
| -------------- | -------------------------------- | ---------------------- | --------------- | ------------------ |
| 岩手県         | エフエム岩手（FM IWATE）         | 毎週日曜 22:00 - 22:55 | 2020年10月4日 - |                    |
| 山形県         | エフエム山形（Rhythm Station）   | 毎週日曜 22:00 - 22:55 | 2020年10月4日 - |                    |
| 福島県         | エフエム福島（ふくしまFM）       | 毎週日曜 22:00 - 22:55 | 2020年10月4日 - |                    |
| 栃木県         | エフエム栃木（RADIO BERRY）      | 毎週日曜 22:00 - 22:55 | 2020年10月4日 - |                    |
| 群馬県         | エフエム群馬（FM GUNMA）         | 毎週日曜 22:00 - 22:55 | 2020年10月4日 - |                    |
| 新潟県         | エフエムラジオ新潟（FM-NIIGATA） | 毎週日曜 22:00 - 22:55 | 2020年10月4日 - |                    |
| 長野県         | 長野エフエム放送（FM長野）       | 毎週日曜 22:00 - 22:55 | 2020年10月4日 - |                    |
| 福井県         | 福井エフエム放送（FM FUKUI）     | 毎週日曜 22:00 - 22:55 | 2020年10月4日 - |                    |
| 岐阜県         | エフエム岐阜（FM GIFU）          | 毎週日曜 22:00 - 22:55 | 2020年10月4日 - |                    |
| 鳥取県・島根県 | エフエム山陰（V-air）            | 毎週日曜 22:00 - 22:55 | 2020年10月4日 - |                    |
| 山口県         | エフエム山口（FMY）              | 毎週日曜 22:00 - 22:55 | 2020年10月4日 - |                    |
| 徳島県         | エフエム徳島（FM TOKUSHIMA）     | 毎週日曜 22:00 - 22:55 | 2020年10月4日 - |                    |
| 高知県         | エフエム高知（Hi-Six）           | 毎週日曜 22:00 - 22:55 | 2020年10月4日 - |                    |
| 熊本県         | エフエム熊本（FMK）              | 毎週日曜 22:00 - 22:55 | 2020年10月4日 - | メンバーの出身地。 |
| 宮崎県         | エフエム宮崎（JOY FM）           | 毎週日曜 22:00 - 22:55 | 2020年10月4日 - |                    |
| 宮城県         | エフエム仙台（Date fm）          | 毎週日曜 22:00 - 22:55 | 2021年3月7日 -  |                    |
| 兵庫県         | 兵庫エフエム放送（Kiss FM KOBE） | 毎週土曜 25:00 - 25:55 | 2022年4月8日 -  | [ 注 1 ]           |
| 長崎県         | エフエム長崎（FM Nagasaki）      | 毎週日曜 20:00 - 20:55 | 2020年10月4日 - | [ 注 2 ]           |
| 富山県         | 富山エフエム放送（FMとやま）     | 毎週日曜 24:00 - 24:55 | 2023年4月2日 -  |                    |
| 青森県         | エフエム青森（AFB）              | 毎週日曜 25:00 - 25:55 | 2022年4月4日 -  |                    |

2021年10月31日は第49回衆議院議員総選挙の特別番組「2021年衆議院選挙 JFN特別番組『令和の選択』」の放送のため、FMぐんま・Radio Berry・FM福井・FM宮崎のみの放送となった。そのため、この日に限り放送されない地域向けの配慮でInstagram配信を行った。

### 過去
| 放送対象地域 | 放送局名                       | 放送時間               | 放送期間                                                   | 備考     |
| ------------ | ------------------------------ | ---------------------- | ---------------------------------------------------------- | -------- |
| 石川県       | エフエム石川（HELLO FIVE）     | 毎週土曜 19:00 - 19:55 | 2022年4月2日 - 2022年9月24日                               |          |
| 香川県       | エフエム香川（FM香川）         | 毎週日曜 18:00 - 18:55 | 2020年10月4日 - 2021年9月26日 2022年4月3日 - 2023年3月26日 | [ 注 3 ] |
| 大分県       | エフエム大分（Air-Radio FM88） | 毎週日曜 22:00 - 22:55 | 2020年10月4日 - 2023年5月28日                              | [ 注 4 ] |
| 広島県       | 広島エフエム放送（HFM）        | 毎週日曜 22:00 - 22:55 | 2020年10月4日 - 2024年1月28日                              |          |